# Pulaeus payatopalpus
Pulaeus payatopalpus är en spindeldjursart som beskrevs av Corpuz-Raros 1996. Pulaeus payatopalpus ingår i släktet Pulaeus och familjen Cunaxidae. Inga underarter finns listade i Catalogue of Life.